# السجناء خارج نطاق القانون في الولايات المتحدة
يشير مصطلح سجناء الولايات المتحدة خارج نطاق القانون في سياق الحرب على الإرهاب في أوائل القرن الحادي والعشرين إلى الرعايا الأجانب الذين تحتجزهم الولايات المتحدة خارج نطاق العملية القانونية المطلوبة ضمن الولاية القضائية القانونية للولايات المتحدة. في هذا السياق، تحتفظ الحكومة الأمريكية بمراكز التعذيب التي تسمى المواقع السوداء والتي تديرها كل من وكالات الاستخبارات المعروفة والسرية. تم تأكيد هذه المواقع السوداء في وقت لاحق من خلال تقارير من الصحفيين والتحقيقات ومن الرجال الذين سُجنوا وتعرضوا للتعذيب هناك ثم أطلق سراحهم بعد تعرضهم للتعذيب حتى شعرت وكالة المخابرات المركزية بالارتياح لأنهم لم يرتكبوا أي شيء خاطئ وليس لديهم ما يخفونه.
هناك من بين السجناء المحتجزين لدى الولايات المتحدة الأمريكية أشخاص يشتبه في كونهم من ذوي المراكز العليا في تنظيم القاعدة المشار إليهم في المصطلحات العسكرية الأمريكية باسم «المعتقلون ذوو القيمة العالية». وفقًا لتقارير السناتور السويسري ديك مارتي بشأن الاعتقالات السرية وعمليات النقل غير القانونية للمحتجزين التي تشمل دولًا أعضاء في مجلس أوروبا، فقد اختُطف حوالي مئة شخص على أيدي وكالة المخابرات المركزية الأمريكية على أراض أوروبية، وسُلّموا لاحقًا إلى بلدان تعرضوا فيها للتعذيب.
وصف وزير الدفاع السابق دونالد رامسفيلد الرجال المحتجزين في معسكر دلتا بخليج غوانتنامو بكوبا بأنهم «أسوأ الأسوأ»، على الرغم من المخاوف بشأن القدرة العقلية للعديد من المعتقلين. لكن قبل سبتمبر 2006، لم يُحتجز الكثير من هؤلاء المعتقلين المشتبه في أنهم يتمتعون بأعلى قيمة استخباراتية في غوانتانامو، لكنهم احتُجزوا في مواقع سوداء لوكالة الاستخبارات المركزية في أوروبا الشرقية ودول أخرى بما في ذلك أفغانستان.
في أغسطس 2010 قيل إن أربعة معتقلين ذوي قيمة عالية: أبو زبيدة وعبد الناشري ورمزي بن الشيبة ومصطفى الهوساوي قد نُقلوا أولًا إلى غوانتانامو في 24 سبتمبر 2003. واحتُجزوا في «حقول الفراولة»، وهو معسكر سري في المرفق شُيد لاحتجازهم. وخوفا من أن قرار المحكمة العليا المعلق بشأن حقوق المثول أمام المحكمة قد يتعارض مع إدارة بوش ويجبر على الإفراج عن أسماء الرجال وتفاصيل أخرى؛ فقد استعادت وكالة المخابرات المركزية الأمريكية احتجاز الرجال الأربعة وأبعدتهم عن غوانتانامو في 27 مارس 2004.
قضت المحكمة العليا للولايات المتحدة في قضية رسول ضد بوش (2004) بأن المحتجزين في معتقل غوانتانامو يتمتعون بحق المثول أمام المحكمة في الطعن في اعتقالهم أمام محكمة نزيهة. ونتيجة لذلك، زُعم أن الولايات المتحدة واصلت احتجاز العديد من «المعتقلين الأشباح» خارج خليج غوانتانامو والولايات المتحدة لتجنب أي مراجعة لقضاياهم.
لم يُنقل هؤلاء الرجال الأربعة، وغيرهم من المعتقلين ذوي القيمة العالية في وكالة الاستخبارات المركزية، مجددًا إلى حجزهم العسكري في غوانتانامو حتى سبتمبر 2006. في ذلك الوقت، كانت إدارة بوش مطمئنّة لموافقة الكونغرس على قانون اللجان العسكرية لعام 2006، والتي تضمن أحكامًا تمنع المعتقلين من استخدام عرائض الإحضار أمام المحكمة خارج النظام المصرح به حديثًا للمحاكم العسكرية.

## المعتقلون الأشباح
المحتجزون الأشباح هم سجناء خارج نطاق القضاء لم يُكشف عن هوياتهم ولم تُبّلغ عائلاتهم (وغالبًا حكوماتهم) بوضعهم. وهم محرومون من جميع الحقوق القانونية. ظلت هويات المعتقلين الأشباح والقبض عليهم سرية. وبهذا، فهي مجموعة فرعية من السجناء خارج نطاق القانون وتشمل جميع المعتقلين الذين احتُجزوا في غوانتانامو.

## الوضع القانوني للمحتجزين
أعلنت إدارة بوش بعد فترة قصيرة من غزو أفغانستان عن سياسة تنص على أنه لن يُمنح المقاتلون الذين أُسِروا في «ساحة المعركة» في أفغانستان وضع حماية أسرى الحرب الموضح في اتفاقية جنيف. أثارت هذه السياسة جدلًا داخل وخارج الحكومة الأمريكية. وقد ادعت إدارة بوش أن اتفاقيات جنيف الموقعة من قبل الولايات المتحدة كانت تحمي مقاتلي الدول المعترف بها فقط، وبالتالي يستثنى مقاتلو القاعدة من هذه الامتيازات وفقًا لآراء إدارة بوش. وجادلوا أنه طالما لم تكن طالبان حكومة شرعية، فإن مقاتليها لم يكونوا مؤهلين أيضًا. لقد رأوا أفغانستان «دولة فاشلة» ودولة بدون حكومة شرعية.

### تصنيف الأسرى كمقاتلين غير شرعيين
صنفت إدارة بوش هؤلاء الأسرى على أنهم «مقاتلون غير شرعيون». لا تُستخدم هذه المصطلحات بشكل صريح في اتفاقيات جنيف، ولكن اتفاقية جنيف الثالثة لعام 1949 تُعرّف مصطلح «المقاتل الشرعي» والذي يُستمد منه مصطلح «المقاتل غير الشرعي». تلزم الاتفاقية الموقعين بمنح المقاتلين الشرعيين الأسرى حقوقًا وحمايةً كبيرة. يحق لهؤلاء الأسرى أن يُصنّفوا كأسرى حرب. يجادل النقاد الداخليون داخل الجيش الأمريكي والحكومة الأمريكية أن الفشل في توفير الحماية لأسرى الحرب للمقاتلين الذين أُسروا في الحرب العالمية على الإرهاب من شأنه أن يعرض الأفراد العسكريين الأمريكيين للخطر عندما يُؤسرون في النزاعات الحالية والمستقبلية. يجادل النقاد الآخرون أن تصنيف جميع المقاتلين على أنهم مقاتلين غير شرعيين يشكل انتهاكًا للمادة 5 من اتفاقية جنيف الثالثة التي تصف كيف ينبغي أن يُعامل المحُتجِز المقاتلين المشتبه بانتهاكهم اتفاقيات جنيف إذ يجردون أنفسهم من حمايتها. تنص المادة 5 على أن المقاتلين المشتبه بارتكابهم انتهاكات للاتفاقيات سيحصلون على حماية أسرى الحرب إلى أن يعقد الخاطفون «محكمة مختصة». ومع ذلك، فإن الاتفاقيات لا تفرض قيود صريحة على احتجاز المعتقلين دون محاكمة أثناء النزاع المسلح وبعده.
وسّعت إدارة بوش معايير تصنيف الأسرى كمقاتلين غير شرعيين، إذ يُصنف الآن الأفراد الذين أُسِروا في جميع أنحاء العالم على هذا النحو إذا اعتقد مسؤولو المخابرات الأمريكية أن لديهم أدلة كافية لربط الفرد بالإرهاب الإسلامي.
في قضية رسول ضد بوش (2004)، قضت المحكمة العليا الأمريكية بأن المحتجزين لدى الولايات المتحدة يتمتعون بحق المثول أمام المحكمة في الطعن في اعتقالهم أمام محكمة مختصة. دفع هذا القرار إدارة بوش إلى تعزيز انتشار المواقع السوداء في الخارج.

### استخدام تقنيات الاستجواب
ناقش مجتمع الاستخبارات الأمريكي الأساليب التي ينبغي استخدامها مع المعتقلين. وأثير النقاش حول استجواب ابن الشيخ الليبي الذي وُصف بأنه أول أسير كبير في القاعدة. وقد قيل إن استجوابه في البداية كان يجري من خلال مكتب التحقيقات الفيدرالي لامتلاكه خبرة أكبر في التحقيق مع مجرم. استند نهج الاستجواب الخاص بهم إلى بناء علاقة مع المشتبه بهم ولم يستخدموا أساليب قسرية. وقد قالوا إن الأساليب القسرية أنتجت اعترافات كاذبة لا يمكن الاعتماد عليها وأن استخدام الأساليب القسرية يعني أن الأدلة التي جمعوها لا يمكن أن يستخدمها الادعاء في محاكمة في النظام القضائي الأمريكي.
أدى الخوف والرغبة في الحصول على معلومات استخباراتية عملية إلى قيام الإدارة بالإدلاء بآراء قانونية صادرة عن مكتب المستشار القانوني بوزارة العدل بالولايات المتحدة والتي صدرت إلى وكالة الاستخبارات الأمريكية في أغسطس 2002 والتي سمحت باستخدام 12 أسلوب من أساليب الاستجواب المعززة (عُرّفت قانونيًا منذ عام 2009 بأنها أساليب تعذيب ومُنع استخدامها) مع المشتبه بهم المحتجزين.
وبالمثل في 14 مارس 2003، وقبل خمسة أيام من بدء الولايات المتحدة غزو العراق عام 2003، أصدر مكتب المستشار القانوني مذكرة إلى وليام ج. هاينز المستشار العام لوزارة الدفاع الأمريكية خلُصت إلى أن القوانين الفيدرالية ضد استخدام التعذيب وأساليب الإكراه الأخرى لم تطبق على الاستجوابات في الخارج. كرد فعل على إطلاق صور سوء المعاملة من أبو غريب في العراق في أبريل ومايو 2004 وتسرب مذكرات التعذيب، نصحت الإدارة الوكالات بتعليق الإجراءات بناءً على تلك المذكرات. وقد علقت وكالة المخابرات المركزية استخدام أساليب الاستجواب المعززة.

### تبرير قانوني لاستخدام «أساليب الاستجواب المعززة»
أكد الوزير رامسفيلد للعالم أن المعتقلين المحتجزين في قاعدة غوانتانامو البحرية سيعامَلون بطريقة تتماشى مع معاملة أسرى الحرب التابعين لاتفاقية جنيف. في عام 2004، ظهرت مذكرات سرية ناقشت حدود مقدار الألم والانزعاج والخوف التي يمكن استخدامها في استجواب المعتقلين في الحرب العالمية على الإرهاب. أظهرت المذكرات أن النقاش داخل إدارة بوش قد تم حله لصالح ما حُدّد لاحقًا بأنه تعذيب.

### التحديات التشريعية لسياسة الاستجواب
في عام 2005، أرفق السناتور الأمريكي جون ماكين، وهو أسير حرب سابق من حرب فيتنام، فقرةً لمشروع قانون الإنفاق العسكري الذي يحظر المعاملة اللاإنسانية للمحتجزين، ويقصر المسؤولين الأمريكيين على استخدام أساليب الاستجواب الواردة في الدليل الميداني للجيش الأمريكي بشأن الاستجواب فقط. أيّد تسعون من أعضاء مجلس الشيوخ المئئة هذا التعديل.
في يوم الخميس 20 أكتوبر 2005، اقترح نائب الرئيس ديك تشيني تغييرًا لماكين. حاول تشيني أن يجعل ماكين يقصر الحظر على الأفراد العسكريين فقط، ما يتيح لموظفي الاستخبارات المركزية حرية استخدام التقنيات الأكثر قسوة، ولكن ماكين رفض اقتراح تشيني.

### رفض الحكومة الأمريكية لادعاءات سوء المعاملة
تقدم حكومة الولايات المتحدة من خلال وزارة الخارجية تقارير دورية إلى لجنة مناهضة التعذيب التابعة للأمم المتحدة. في أكتوبر عام 2005، ركز التقرير على الاحتجاز السابق للمحاكمة للمشتبه بهم في الحرب على الإرهاب، بمن فيهم المحتجزون في خليج غوانتانامو وأفغانستان. كان هذا هو أول رد رسمي من الحكومة الأمريكية على مزاعم تعرّض السجناء لمعاملة سيئة في معتقل جوانتانامو. ينفي التقرير هذه الادعاءات. ومع ذلك، فإن التقرير لا يتناول المحتجزين في أماكن أخرى من قبل وكالة المخابرات المركزية. في الآونة الأخيرة، أقرّ مدير وكالة المخابرات المركزية مايكل هايدن أن بعض المحتجزين تعرضوا للإيهام بالغرق وفقًا للعديد من مذكرات مكتب المستشار القانوني. صرح الجنرال هايدن بأنه في فبراير 2008 لم تكن عملية الإيهام بالغرق جزءًا من أساليب الاستجواب المصرح بها لعملاء الولايات المتحدة.
حقّق المفتش العام في وكالة الاستخبارات المركزية  بالحالات التي أُسر فيها الرجال ونُقلوا من خلال عمليات «عودة استثنائية إلى الوطن». وقيل إن هناك 3000 شخص محتجز لدى وكالة الاستخبارات المركزية.

### الامتثال لاتفاقيات جنيف
في 20 يوليو 2007، أصدر الرئيس بوش أمرًا تنفيذيًا يحظر رسميًا تعذيب أسرى الحرب من قبل مسؤولي المخابرات. تشير منظمة العفو الدولية إلى أن إدارة بوش قد حددت تعريفًا ضيقًا للتعذيب بموجب مذكرة بايبي Bybee، التي كانت في ذلك الوقت الوحيدة المعروفة في مذكرات التعذيب. في حين أن الولايات المتحدة هي إحدى الدول الموقعة على اتفاقيات جنيف لعام 1949، فقد فشلت في التصديق على ذلك الجزء من اتفاقية جنيف (البروتوكول الأول) الذي يمنح هؤلاء الأشخاص وضع الأسرى مثل المعتقلين في جوانتانامو. الولايات المتحدة هي واحدة من ستة بلدان فقط لم تفعل ذلك.